# Victor Lindelöf
Victor Jörgen Nilsson Lindelöf (ur. 17 lipca 1994 w Västerås) – szwedzki piłkarz grający na pozycji obrońcy w reprezentacji Szwecji. Uczestnik Mistrzostw Europy: 2016, 2021 i Mistrzostw Świata 2018.

## Kariera piłkarska
Swoją karierę piłkarską Lindelöf rozpoczął w klubie IK Franke. Następnie trenował w juniorach klubu Västerås IK oraz od 2007 w Västerås SK. W 2010 roku awansował do pierwszego zespołu Västerås SK i wtedy też zadebiutował w nim w rozgrywkach 1. Division. W sezonie 2010 awansował z Västerås do Superettan, a w sezonie 2011 spadł z Superettan do 1. Division.
W 2012 Lindelöf przeszedł do zespołu Benfiki. W tamtym roku stał się członkiem zespołu rezerw, grających w drugiej lidze. Zadebiutował w nich 22 września 2012 w wygranym 2:0 wyjazdowym meczu z CD Aves.
W 2013 roku Lindelöf został również włączony do pierwszego zespołu Benfiki. 10 maja 2014 zadebiutował w nim w pierwszej lidze portugalskiej w przegranym 1:2 wyjazdowym meczu z FC Porto. W sezonie 2013/2014 wywalczył z Benfiką dublet – mistrzostwo i Puchar Portugalii. W sezonie 2014/2015 ponownie grał w rezerwach Benfiki, a w 2015 roku wrócił do pierwszego zespołu.
10 czerwca 2017 roku Manchester United ogłosił, że doszedł do porozumienia z Benficą w sprawie transferu Lindelöfa. 14 czerwca 2017 roku podpisał czteroletni kontrakt z opcją przedłużenia o kolejny rok z Manchesterem United. Oficjalnie w klubie zadebiutował 8 sierpnia 2017 roku w przegranym 2:1 meczu o Superpuchar Europy przeciwko Realowi Madryt, rozgrywając całe spotkanie. Swoją pierwszą bramkę dla Manchesteru United strzelił 29 stycznia 2019 roku w zremisowanym 2:2 meczu przeciwko Burnley. 25 maja 2025 roku ogłoszono, że wraz z końcem sezonu 2024/2025 Victor Lindelöf odejdzie z klubu jako wolny agent.

## Statystyki

### Klubowe
(aktualne na dzień 25 maja 2025)
| Klub               | Sezon              | Liga               | Liga | Liga | Puchar kraju | Puchar kraju | Puchar ligi | Puchar ligi | Europa | Europa | Inne | Inne | Suma | Suma |
| Klub               | Sezon              | Liga               | M    | B    | M            | B            | M           | B           | M      | B      | M    | B    | M    | B    |
| ------------------ | ------------------ | ------------------ | ---- | ---- | ------------ | ------------ | ----------- | ----------- | ------ | ------ | ---- | ---- | ---- | ---- |
| Västerås SK        | 2009               | Dywizja 1          | 1    | 0    | 0            | 0            | –           | –           | –      | –      | –    | –    | 1    | 0    |
| Västerås SK        | 2010               | Dywizja 1          | 9    | 0    | 0            | 0            | –           | –           | –      | –      | –    | –    | 9    | 0    |
| Västerås SK        | 2011               | Superettan         | 27   | 0    | 0            | 0            | –           | –           | –      | –      | –    | –    | 27   | 0    |
| Västerås SK        | 2012               | Dywizja 1          | 13   | 0    | 0            | 0            | –           | –           | –      | –      | –    | –    | 13   | 0    |
| SL Benfica B       | 2012/13            | Segunda Liga       | 15   | 0    | –            | –            | –           | –           | –      | –      | –    | –    | 15   | 0    |
| SL Benfica B       | 2013/14            | Segunda Liga       | 33   | 2    | –            | –            | –           | –           | –      | –      | –    | –    | 33   | 2    |
| SL Benfica         | 2013/14            | Primeira Liga      | 1    | 0    | 1            | 0            | 0           | 0           | 0      | 0      | –    | –    | 2    | 0    |
| SL Benfica B       | 2014/15            | Segunda Liga       | 41   | 2    | –            | –            | –           | –           | –      | –      | –    | –    | 41   | 2    |
| SL Benfica         | 2014/15            | Primeira Liga      | 0    | 0    | 1            | 0            | 0           | 0           | 0      | 0      | 0    | 0    | 1    | 0    |
| SL Benfica B       | 2015/16            | Segunda Liga       | 7    | 0    | –            | –            | –           | –           | –      | –      | –    | –    | 7    | 0    |
| SL Benfica         | 2015/16            | Primeira Liga      | 15   | 1    | 0            | 0            | 4           | 0           | 4      | 0      | 0    | 0    | 23   | 1    |
| SL Benfica         | 2016/17            | Primeira Liga      | 32   | 1    | 4            | 0            | 2           | 0           | 8      | 0      | 1    | 0    | 47   | 1    |
| Manchester United  | 2017/18            | Premier League     | 17   | 0    | 3            | 0            | 3           | 0           | 5      | 0      | 1    | 0    | 29   | 0    |
| Manchester United  | 2018/19            | Premier League     | 30   | 1    | 3            | 0            | 0           | 0           | 7      | 0      | –    | –    | 40   | 1    |
| Manchester United  | 2019/20            | Premier League     | 35   | 1    | 5            | 0            | 3           | 0           | 4      | 0      | –    | –    | 47   | 1    |
| Manchester United  | 2020/21            | Premier League     | 29   | 1    | 3            | 0            | 2           | 0           | 11     | 0      | –    | –    | 45   | 1    |
| Manchester United  | 2021/22            | Premier League     | 28   | 0    | 1            | 0            | 1           | 0           | 5      | 0      | –    | –    | 35   | 0    |
| Manchester United  | 2022/23            | Premier League     | 20   | 0    | 4            | 0            | 4           | 0           | 7      | 0      | –    | –    | 35   | 0    |
| Manchester United  | 2023/24            | Premier League     | 19   | 1    | 3            | 0            | 2           | 0           | 4      | 0      | –    | –    | 28   | 1    |
| Manchester United  | 2024/25            | Premier League     | 16   | 0    | 1            | 0            | 2           | 0           | 6      | 0      | 0    | 0    | 25   | 0    |
| Ogólnie w karierze | Ogólnie w karierze | Ogólnie w karierze | 388  | 10   | 29           | 0            | 23          | 0           | 61     | 0      | 2    | 0    | 504  | 10   |

## Kariera reprezentacyjna
W swojej karierze Lindelöf grał w młodzieżowych reprezentacjach Szwecji. W 2015 roku wystąpił z reprezentacją U-21 na Mistrzostwach Europy U-21. Był podstawowym zawodnikiem swojej drużyny i wywalczył z nią tytuł mistrza Europy.
W dorosłej reprezentacji Szwecji Lindelöf zadebiutował 24 marca 2016 roku w przegranym 1:2 towarzyskim meczu z Turcją, rozegranym w Antalyi. Premierowego gola w kadrze strzelił w meczu eliminacyjnym do mistrzostw świata 2018 przeciwko Bułgarii (3:0).

## Sukcesy
Manchester United
- Puchar Anglii: 2023/2024
- Puchar Ligi: 2022/2023